# Jean-Vincent Scheil

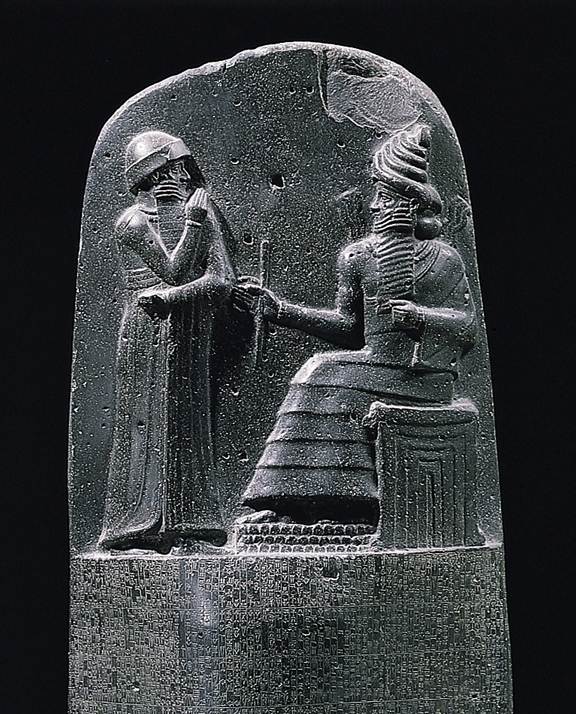

Jean-Vincent Scheil (Kœnigsmacker, 10 giugno 1858 – Parigi, 21 settembre 1940) è stato un religioso e assiriologo francese.

## Biografia
Jean Scheil nacque a Kœnigsmacker, villaggio della Lorena molto vicino al confine con il Lussemburgo e la Germania e frequentò prima il piccolo seminario di Montigny-lès-Metz, poi il grande seminario di Metz. Seguendo l'esempio del fratello, entrò nell'ordine di San Domenico e prese il nome di Vincent.
Dopo aver completato la sua formazione religiosa andò a vivere nella comunità dei domenicani di Parigi, dove i superiori, viste le sue brillanti capacità, lo spinsero ad intraprendere studi scientifici. 
Frequentò corsi alla École Pratique des Hautes Études di Parigi e partecipò a varie campagne di scavi in Medio Oriente ed in Egitto. Tra il 1898 e il 1902 fece parte della missione archeologica francese a Susa diretta da Jacques de Morgan, durante la quale venne trovata nell'inverno 1901-02 la stele con il Codice di Hammurabi. Tornato a Parigi nell'aprile 1902, raggiunse fama mondiale riuscendo a tradurre in pochi mesi dall'accadico l'intera iscrizione e pubblicando i risultati del suo lavoro nel libro La loi de Hammurabi (vers 2000 av.J.C.), Paris 1904.
Dal 1895 al 1933 padre Scheil fu titolare della cattedra di Assiriologia alla École Pratique des Hautes Études a Parigi; nel 1900 venne nominato cavaliere della Legion d'Onore (nel 1922 ufficiale della Legion d'Onore), nel 1908 fu eletto membro della Académie des Inscriptions et Belles Lettres. Nel 1911 fu il primo a tradurre l'antico testo mesopotamico detto Kish Tablet (Liste dei re sumerici), oggi conosciuto anche come Scheil Dynastic Tablet.